# 唐莉
唐莉（1982年7月27日—），中国职业围棋棋手，重庆人，现为职业初段。四川省第八届省运会女子组冠军。全国少年儿童围棋锦标赛女子少年组亚军。

## 经历
唐莉从六岁起学棋，1996年获得四川省第八届省运会女子组冠军。1998年成为职业初段，同年获得全国少年儿童围棋锦标赛女子少年组亚军。
2009年3月拜聂卫平为师。2009年9月结婚。